# Bruno Fattori
Bruno Fattori (* 31. März 1891 in San Giustino; † 15. Oktober 1985 in Pisa) war ein italienischer Schriftsteller.

## Leben
Fattori wuchs in Senigallia auf, wo sein Vater Quintiliano Fattori Apotheker war, seine Mutter Vittoria Bisigotti stammte aus Urbino. Fattori studierte Literatur in Rom und Bologna, wo er 1913 über Giosuè Carducci promovierte. Bei Kriegseintritt der Italiens 1915 meldete er sich als Freiwilliger an die Front und erhielt eine Tapferkeitsmedaille. Fattori heiratete Ada Castelli und wurde Lehrer in Senigallia, von wo er nach Ascoli Piceno wechselte und schließlich nach Pisa übersiedelte.
In der Zeit des italienischen Faschismus war Fattori 1936 Teilnehmer an den Kunstwettbewerben der Olympischen Sommerspiele 1936 und erhielt die Silbermedaille für das Gedicht „Profili Azzurri“.
Fattori hat vornehmlich Lyrik geschrieben, er hat auch französische Dichtung des 19. Jahrhunderts übersetzt sowie aus dem Englischen Sonette von John Milton.

## Schriften (Auswahl)
- Oltre la sorte : poesie 1960–1984, 1988
- Vino e pane : liriche, 1987
- Il gatto di Adamo : liriche, 1979
- Mosche e farfalle : epigrammi, 1975
- Un ritratto di Cechov : liriche, 1973
- Vecchia Senigallia, 1970
- Voce di una guerra : liriche 1914–1918, 1968
- Addio alla scuola : elegie, 1961
- Obbedienza; poesie, 1956
- Non mutabile ormai con erba a fiore, 1955
- Divenire; poesie del tempo, 1936
- Linee azzurre, Ascoli Piceno 1933
- Linee Azzurre Liriche Sportive, 1933
- Dedalo e Icaro : Carme, 1930
- La voce dei perduti : poesie, 1928
- Canti di guerra di un caporale : 1914–1919, 1919
- Commento ai giambi ed epodi di Giosuè Carducci, 1914